# Stephen Wiesner
Pour les articles homonymes, voir Wiesner.
Stephen J. Wiesner (30 aoüt 1942 – 13 août 2021) est un physicien américano-israélien, inventeur et ouvrier du bâtiment. Alors qu'il était encore étudiant à l'université Columbia  vers 1970, il découvrit plusieurs des idées importantes de la théorie de l'information quantique, dont la notion de cryptomonnaie quantique, amenant à l'idée de distribution quantique de clé, le multiplexage quantique (le premier exemple connu de transfert inconscient) et le codage superdense (le premier et le plus simple exemple de communication utilisant la notion d'intrication quantique). Bien que ses travaux soient restés sous forme manuscrite pendant plus de dix ans, ils circulèrent largement, stimulant l'émergence de l'informatique quantique dans les années 80 et 90 ; il reçut en 2019 le prix Micius (en) pour ces découvertes, en commun avec Charles H. Bennett, Gilles Brassard, Artur Ekert, Anton Zeilinger et Pan Jianwei.
Après avoir émigré en Israël en 1993, Wiesner devient un juif orthodoxe, et bien que restant affilié au groupe de travail sur l'information quantique de l'université de Tel Aviv,, il ne fit plus que travailler dans le bâtiment à Jérusalem à partir des années 2000,.